# سيغنال هيل (كاليفورنيا)
سيغنال هيل (بالإنجليزية: Signal Hill)‏ هي إحدى مدن مقاطعة لوس أنجليس، كاليفورنيا. تم إعطاءها لقب مدينة في 22 أبريل، 1924.

## التركيبة السكانية
حدّد مكتب تعداد الولايات المتحدة بيانات التركيبة السكانية لسيغنال هيل في تعداد الولايات المتحدة. في ما يلي، التركيبة السكانية حسب تعدادي 2000 و2010.

### تعداد عام 2000
بلغ عدد سكان سيغنال هيل 9,333 نسمة بحسب تعداد عام 2000، وبلغ عدد الأسر 3,621 أسرة وعدد العائلات 2,095 عائلة مقيمة في المدينة. في حين سجلت الكثافة السكانية 1,646 نسمة لكل كيلومتر مربع (4,263.1/ميل2). وبلغ عدد الوحدات السكنية 3,797 وحدة بمتوسط كثافة قدره 669.7 لكل كيلومتر مربع (1,734.5/ميل2).
وتوزع التركيب العرقي للمدينة بنسبة 45.48% من البيض و12.99% من الأمريكيين الأفارقة و0.59% من الأمريكيين الأصليين و16.49% من الأمريكيين ذوي الأصول الآسيوية و2.08% من سكان جزر المحيط الهادئ و16.18% من الأعراق الأخرى و6.19% من عرقين مختلطين أو أكثر و29% من الهسبانيون أو اللاتينيون من أي عرق.
بلغ عدد الأسر 3,621 أسرة كانت نسبة 34.6% منها لديها أطفال تحت سن الثامنة عشر تعيش معهم، وبلغت نسبة الأزواج القاطنين مع بعضهم البعض 36.8% من أصل المجموع الكلي للأسر، ونسبة 14.5% من الأسر كان لديها معيلات من الإناث دون وجود شريك، بينما كانت نسبة 6.6% من الأسر لديها معيلون من الذكور دون وجود شريكة وكانت نسبة 42.1% من غير العائلات. تألفت نسبة 30.6% من أصل جميع الأسر من عدة أفراد يعيشون في نفس المنزل ونسبة 5.2% كانت تتألف من شخص يعيش بمفرده يبلغ من العمر 65 عاماً أو أكثر. وبلغ متوسط حجم الأسرة المعيشية 2.56، أما متوسط حجم العائلات فبلغ 3.34.
بلغ العمر الوسطي للسكان 33.4 عاماً. وكانت نسبة 26.4% من القاطنين تحت سن الثامنة عشر، وكانت نسبة 9.1% بين الثامنة عشر والرابعة والعشرين عاماً، ونسبة 35.3% كانت واقعةً في الفئة العمرية ما بين الخامسة والعشرين والرابعة والأربعين عاماً، ونسبة 21.9% كانت ما بين الخامسة والأربعين والرابعة والستين، ونسبة 6.8% كانت ضمن فئة الخامسة والستين عاماً فما فوق. يوجد لكل 100 أنثى 97.4 ذكر، ويوجد لكل 100 أنثى في الثامنة عشر من عمرها فما فوق 96.5 ذكر.
بلغ متوسط دخل الأسرة في المدينة 48,938 دولارًا، أما متوسط دخل العائلة فبلغ 46,439 دولارًا. وكان متوسط دخل الذكور 41,487 دولارًا مقابل 36,460 دولارًا للإناث. وسجل دخل الفرد الخاص بالمدينة 24,399 دولارًا. وكانت نسبة 13.6% من العائلات ونسبة 17.2% من السكان تحت خط الفقر، وكان من هؤلاء نسبة 31.7% تحت سن الثامنة عشر ونسبة 3.9% في الخامسة والستين من العمر وما فوق.

### تعداد عام 2010
بلغ عدد سكان سيغنال هيل 11,016 نسمة بحسب تعداد عام 2010، وبلغ عدد الأسر 4,157 أسرة وعدد العائلات 2,498 عائلة مقيمة في المدينة. في حين سجلت الكثافة السكانية 1,942.9 نسمة لكل كيلومتر مربع (5,032.1/ميل2). وبلغ عدد الوحدات السكنية 4,389 وحدة بمتوسط كثافة قدره 774.1 لكل كيلومتر مربع (2,004.9/ميل2).
وتوزع التركيب العرقي للمدينة بنسبة 42.21% من البيض و13.63% من الأمريكيين الأفارقة و0.75% من الأمريكيين الأصليين و20.38% من الأمريكيين ذوي الأصول الآسيوية و1.23% من سكان جزر المحيط الهادئ و16.14% من الأعراق الأخرى و5.66% من عرقين مختلطين أو أكثر و31.52% من الهسبانيون أو اللاتينيون من أي عرق.
بلغ عدد الأسر 4,157 أسرة كانت نسبة 34.1% منها لديها أطفال تحت سن الثامنة عشر تعيش معهم، وبلغت نسبة الأزواج القاطنين مع بعضهم البعض 38% من أصل المجموع الكلي للأسر، ونسبة 15.9% من الأسر كان لديها معيلات من الإناث دون وجود شريك، بينما كانت نسبة 6.2% من الأسر لديها معيلون من الذكور دون وجود شريكة وكانت نسبة 39.9% من غير العائلات. تألفت نسبة 27.1% من أصل جميع الأسر من عدة أفراد يعيشون في نفس المنزل ونسبة 5.9% كانت تتألف من شخص يعيش بمفرده يبلغ من العمر 65 عاماً أو أكثر. وبلغ متوسط حجم الأسرة المعيشية 2.64، أما متوسط حجم العائلات فبلغ 3.33.
بلغ العمر الوسطي للسكان 36.0 عاماً. وكانت نسبة 23.8% من القاطنين تحت سن الثامنة عشر، وكانت نسبة 9.4% بين الثامنة عشر والرابعة والعشرين عاماً، ونسبة 31.6% كانت واقعةً في الفئة العمرية ما بين الخامسة والعشرين والرابعة والأربعين عاماً، ونسبة 27% كانت ما بين الخامسة والأربعين والرابعة والستين، ونسبة 8.3% كانت ضمن فئة الخامسة والستين عاماً فما فوق. وتوزع التركيب الجنسي للسكان بنسبة 49.3% ذكور و50.7% إناث.